# Aridat Adżil
Aridat Adżil – wieś w Syrii, w muhafazie Ar-Rakka. W 2004 roku liczyła 116 mieszkańców.